# Takaoka
Pour les articles homonymes, voir Takaoka.
Takaoka (高岡市, Takaoka-shi) est une ville située dans la préfecture de Toyama, au Japon.

## Géographie

### Situation
Takaoka est située dans le nord-ouest de la préfecture de Toyama, au Japon, face à la mer du Japon.

### Municipalités limitrophes
| Hōdatsushimizu | Himi    | mer du Japon |
| Hōdatsushimizu | Takaoka | Imizu        |
| Tsubata        | Tonami  | Imizu        |

### Démographie
Lors du recensement national de 2010, la population de Takaoka était estimée à 175 279 habitants, répartis sur une superficie de 209,38 km2 (densité de population de 837 hab./km2). En octobre 2023, elle était de 164 448 habitants.  C'est la seconde ville la plus peuplée de la préfecture de Toyama.

### Climat
Takaoka a un climat subtropical humide, avec de grandes quantités de neige en hiver. La température moyenne annuelle est de 14,5 °C et les précipitations annuelles sont de 2 665,5 mm.

## Histoire
La région actuelle de Takaoka faisait partie de l'ancienne province d'Etchū. À l'origine l'endroit s'appelait Sekino, mais lorsque Maeda Toshinaga du domaine de Kaga en prit le contrôle en 1609, il lui donna le nom Takaoka en référence à un vers du poème religieux Shihen. De plus, le fait que le château de Takaoka ait été construit sur un rivage légèrement surélevé est considéré comme une autre origine possible du nom Takaoka, puisque taka signifie "haut" et oka signifie "colline ou terre élevée".
Malgré la perte de son château à la suite des ordres du shogunat Tokugawa en 1615, le clan Maeda poursuivit le développement de Takaoka en tant que ville industrielle. Les objets en cuivre et en laque de Takaoka ont pris leur essor à cette époque. Après la restauration de Meiji, Takaoka fut enregistrée comme l'une des 30 premières villes modernes du Japon le 1er avril 1889. En 2005, le bourg de Fukuoka est intégré à Takaoka.

## Patrimoine culturel
Tous les ans, du 3 au 7 juillet, se tient, à Takaoka, le festival de Tanabata. L'une des principales activités touristiques de la ville est la visite des jardins botaniques de Futagami Manyo. Ce sont des jardins de plus de 10 000 m2 abritant diverses variétés de fleurs.
Tous les automnes, la ville organise le festival de Man'yō, au cours duquel des poèmes du Man'yōshū sont récités.
Une partie du patrimoine de Takaoka est désigné Japan Heritage en 2015, notamment les vestiges du château

## Transports
Deux gares importantes se trouvent à Takaoka. La gare de Takaoka, située dans le centre, est desservie par la ligne Ainokaze Toyama Railway de la compagnie Ainokaze Toyama Railway et par les lignes Himi et Jōhana de la compagnie JR West. La gare de Shin-Takaoka, située plus au sud, est desservie par la ligne Shinkansen Hokuriku permettant des liaisons directes avec Tokyo.
La compagnie Manyōsen exploite un réseau de tramways composé de deux lignes.

## Villes jumelées
Takaoka est jumelée avec trois villes étrangères :
- Mirandópolis (Brésil) depuis 1974
- Fort Wayne (États-Unis) depuis 1977
- Jinzhou (Chine) depuis 1985

## Personnalités originaires de la municipalité
- Fujiko F. Fujio (mangaka)
- Izumi Matsumoto (mangaka)
- Sosen Mishima (1876-1934), écrivain

## Photos

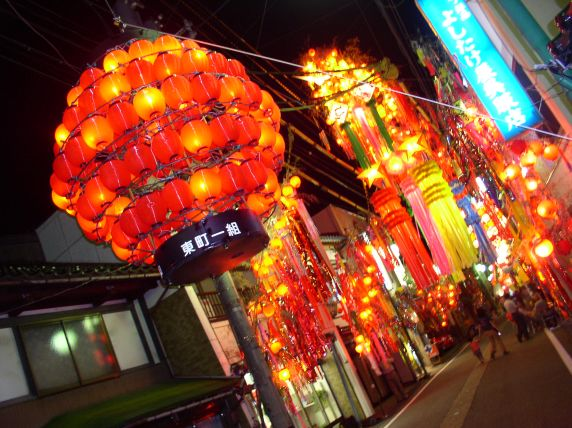
Festival de Tanabata.
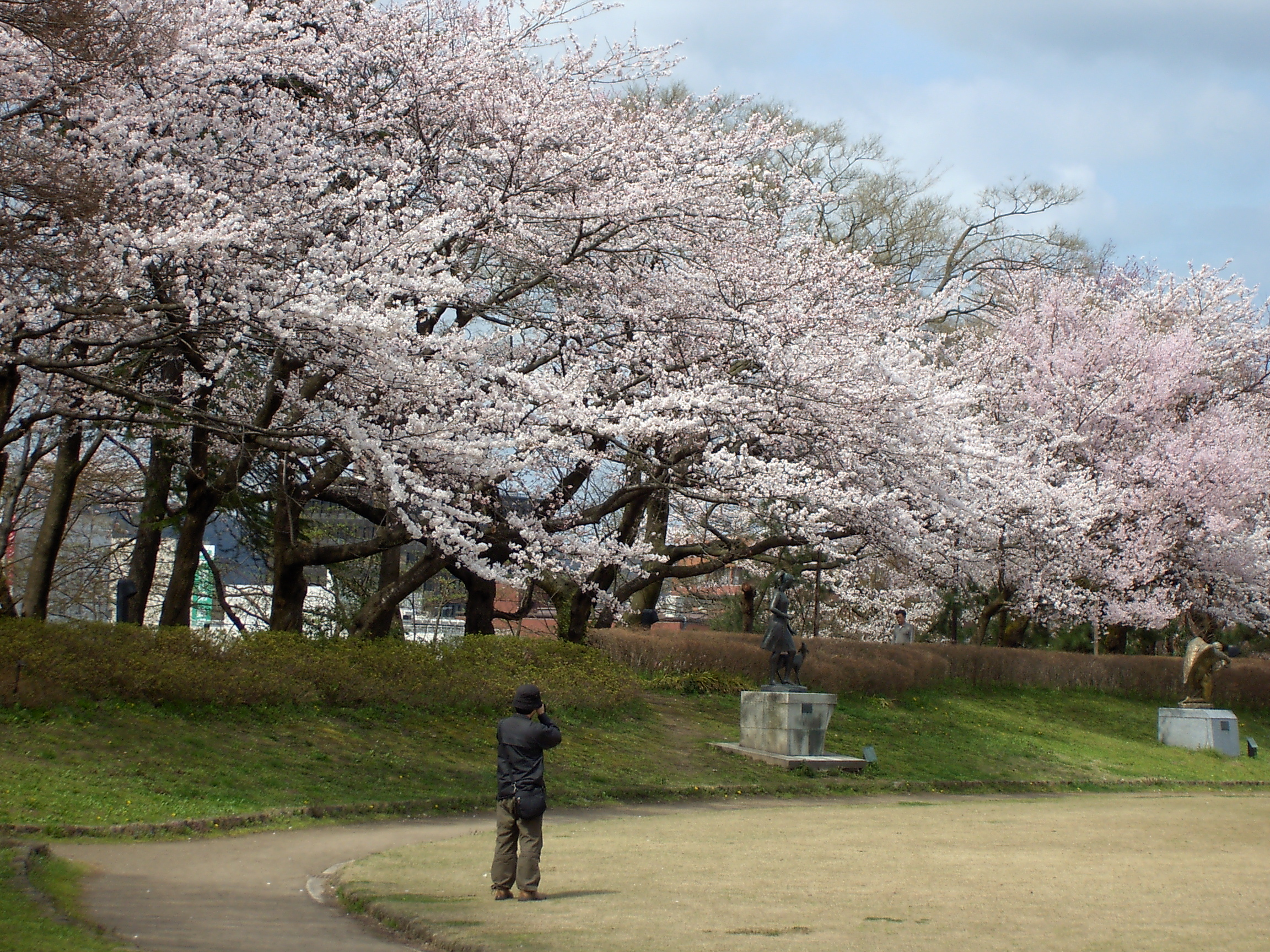
Parc de Takaoka.
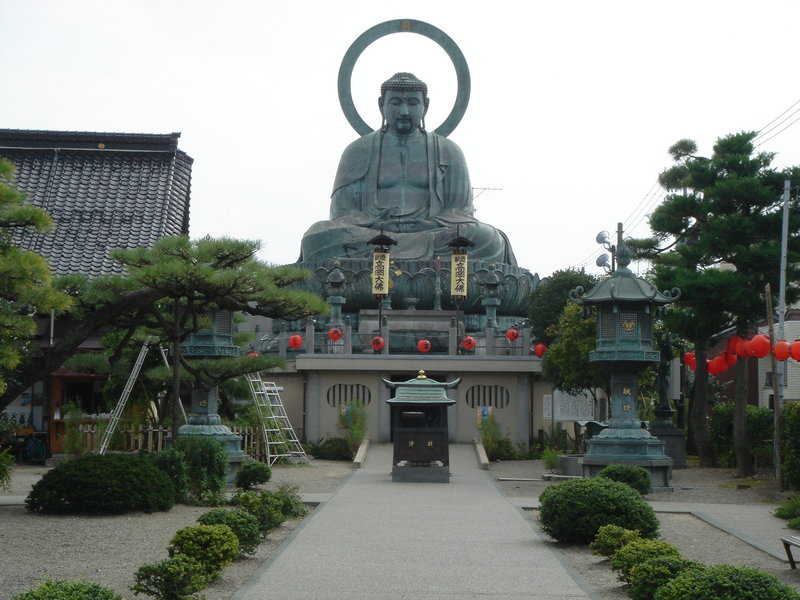
Grand Bouddha de Takaoka.
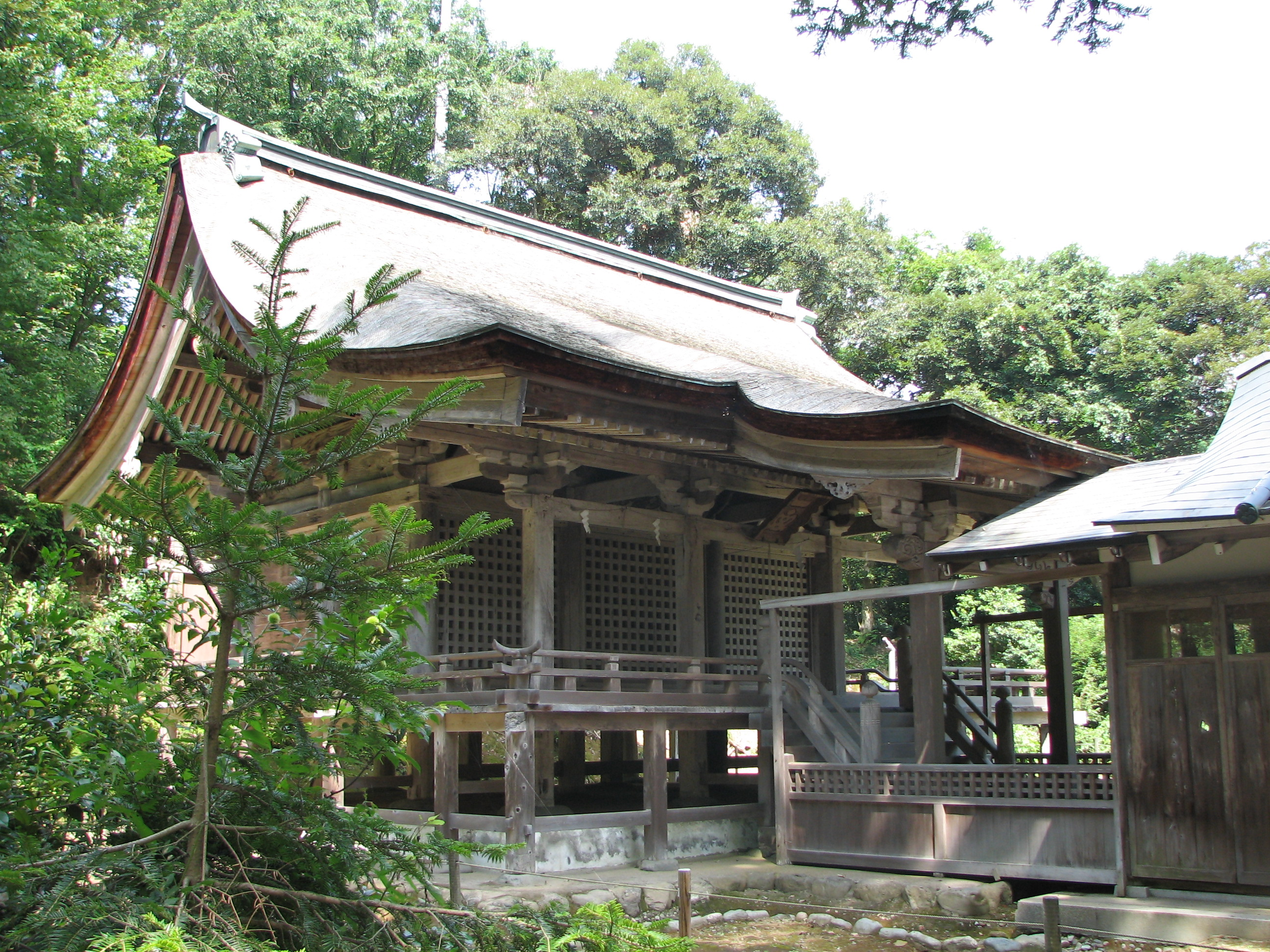
Le honden du sanctuaire Keta.
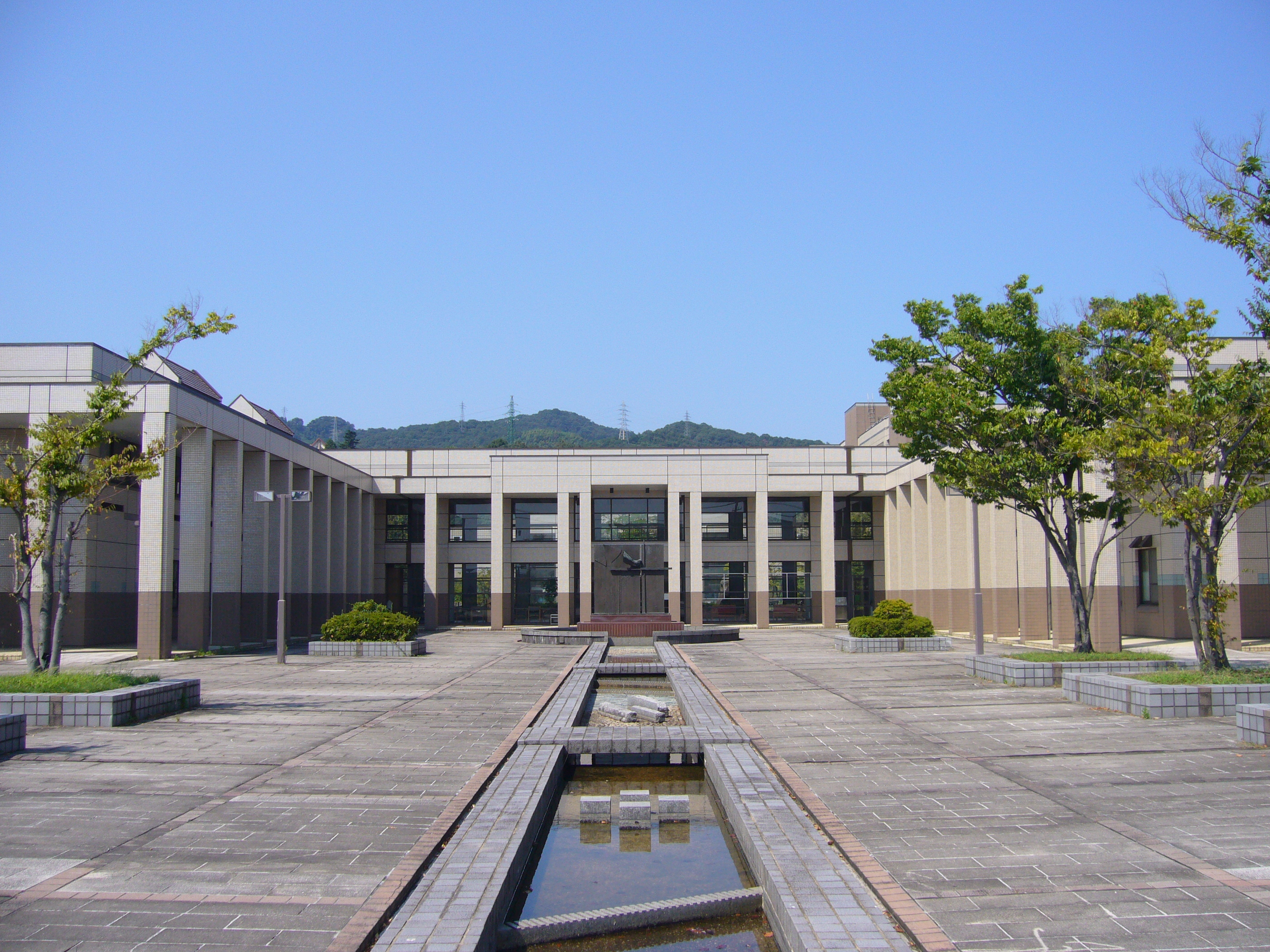
Université de Takaoka.